# Museu Català de les Arts i Tradicions Populars
El Museu de les Arts i Tradicions Populars, Casa Pairal, és un museu de la ciutat de Perpinyà, de la comarca del Rosselló, a la Catalunya del Nord.
Està situat en el Castellet de Perpinyà, a la Plaça de la Victòria, entre el quai de Sadi Carnot, el carrer de Louis Blanc i la plaça de Verdun, on hi ha l'entrada principal.

## Història
Fou fundat el 1963 pel batlle de la ciutat, Paul Alduy, i l'adjunt al batlle, Lluís Lliboutry. Josep Deloncle, que en fou el primer conservador, s'encarregà de la recerca de material per a exhibir-hi, el qual, tanmmateix, no hi pot ser tot mostrat per manca d'espai.

## Sales del Museu
Amb la finalitat de mostrar les diferents formes de la vida rossellonesa antiga, hi ha una sala dedicada a la pagesia i altres a la menestralia, els mobles, els objectes domèstics, les festes, el vi, les edats de les persones, la vida religiosa, etc. S'hi destaquen les figures de Pau Casals i de l'anomenat bisbe dels catalans, Juli Carsalade du Pont.